# الجبهة البلطيقية الثالثة
الجبهة البلطيقية الثالثة (بالروسية: 3-й Прибалтийский фронт)‏ كانت جبهة للجيش الأحمر خلال الحرب العالمية الثانية. تأسست في 21 أبريل 1944 وحُلت في 16 أكتوبر من ذلك العام بعد سلسلة من الحملات في دول البلطيق والتي بلغت ذروتها مع الاستيلاء على ريغا في الفترة من 13 إلى 15 أكتوبر 1944. خلال 179 يومًا من الوجود، عانت الجبهة البلطيقية الثالثة من مقتل وفقد 43,155 فردًا أثناء العمل بالإضافة إلى 153,876 جريحًا ومريضًا ومصابًا.  وكان القائد الوحيد للجبهة البلطيقية الثالثة هو إيفان ماسلنيكوف.

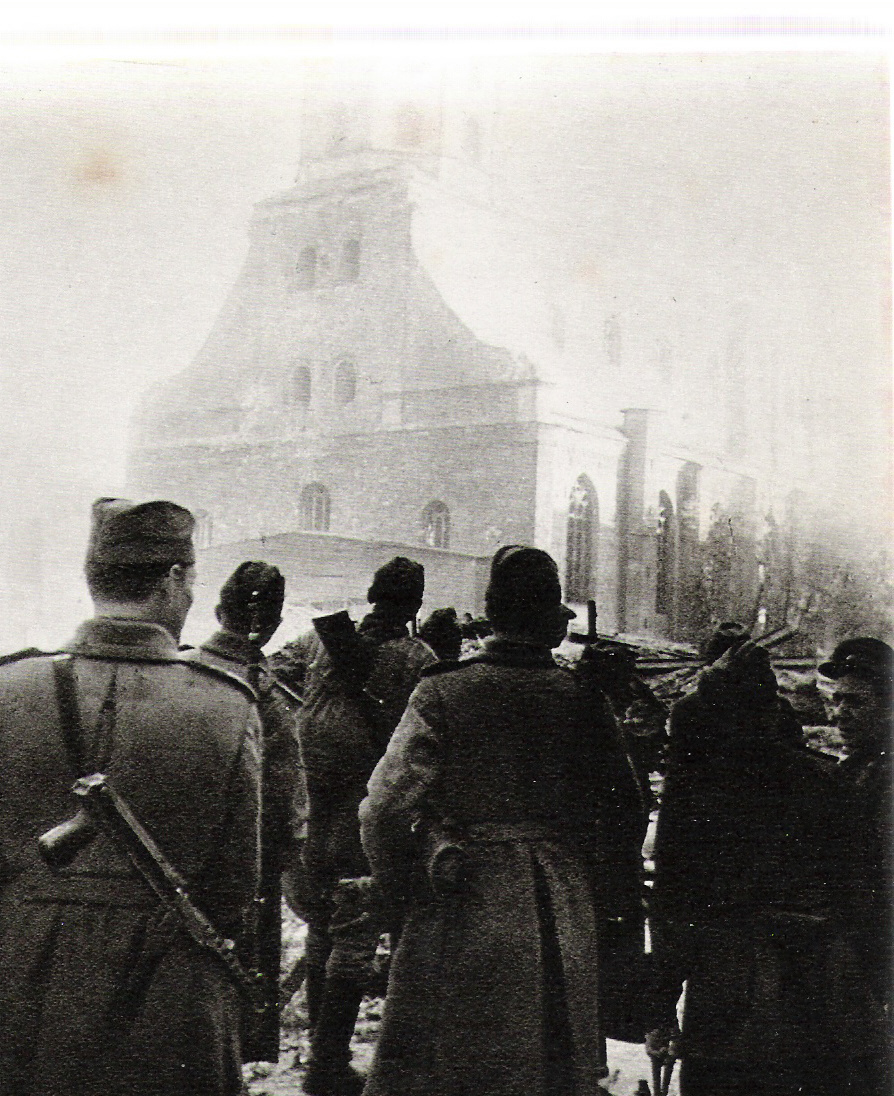
القوات السوفيتية في مدينة ريغا (أكتوبر 1944)

تشكل مقر جبهة البلطيق الثالثة من مقر الجيش العشرين المنحل، وتكونت الجيوش الميدانية للجبهة من الجناح الأيسر (الجنوبي) لجبهة لينينغراد.  شملت العمليات التي شاركت فيها الجبهة البلطيقية الثالثة عملية بسكوف-أوستروف وعملية تارتو.  بعد الاستيلاء على ريغا، قامت القيادة العليا السوفيتية بحل جبهة البلطيق الثالثة كمقر رئيسي وأعادت توزيع جيوشها. 

## القوات
تكونت قوات الجبهة البلطيقية الثالثة في مايو 1944 من:
- مقر الجبهة
  - 6 فرق بنادق
  - لوائي دبابات
  - لواء المهندسين العسكريين

- الجيش الثاني والأربعون
  - 5 فرق بنادق
- الجيش الرابع والخمسون
  - 6 فرق بنادق
  - فرقة مضادة للطائرات
  - لواء مهندسين
- الجيش السابع والستون
  - 10 فرق بنادق
  - فرقة مدفعية
  - فرقة مضادة للطائرات
  - لواء مدفعية
  - لواء دبابات
- جيش الجو الرابع عشر